# Benefits Supervisor Sleeping
Benefits Supervisor Sleeping ist ein Gemälde von Lucian Freud aus dem Jahr 1995. Dargestellt ist eine nackte, fettleibige Frau, die auf einem Sofa schläft.
Das Bild im Querformat zeigt eine schwergewichtige, dunkelhaarige Frau, die nackt auf einem geblümten Sofa schläft. Sie liegt mit angezogenen Knien auf ihrer rechten Seite, stützt die ausladende rechte Brust mit der rechten Hand, die linke Hand ruht auf der Lehne des Sofas.
Modell war die rund 125 kg schwere Sue Tilley, genannt Big Sue, Angestellte in einem Londoner Arbeitsamt, die mehrere Wochen für Freud auf der Couch posierte. Die Financial Times brachte das Bild auf dem Titelblatt.
Das Bild wurde am 13. Mai 2008 bei Christie’s in New York von dem russischen Oligarchen Roman Abramowitsch für $33.641.000 ersteigert.